# Vicente Casavella
Vicente Casavella (O Candedo, Orol, 2 de julio de 1840 - La Coruña, 27 de julio de 1900) fue un empresario y filántropo español.

## Biografía
Vicente Casavella nació en el seno de una familia muy pobre. Siendo muy joven tuvo que emigrar a Cuba donde trabajó en un primer momento como carbonero y posteriormente pasó a ser propietario de su propio negocio. El hecho de no saber leer ni escribir hizo que pasara por muchas dificultades, motivo que lo llevó a promover la creación de escuelas en su parroquia natal, ya que su principal deseo era que ningún niño o niña se quedase sin una educación elemental.
Cuando Vicente Casavella muere, el 27 de julio de 1900 en La Coruña, dejó estipulado en su testamento que se legase una cantidad  importante de dinero para la construcción de una escuela de ambos sexos en la propia parroquia de Ourol. Además dicha escuela debería denominarse "Vicente Casavella" y debería ser construida, tal y como se recoge en su testamento, en un lugar céntrico de la parroquia.
Como respuesta a toda esta labor filantrópica, en 1931, en el acto de proclamación de la Segunda República Española, el gobierno local decide dar el nombre de "Avenida Vicente Casavella" a la carretera que atraviesa el municipio, promovida también por Eugenio Quintana.
Años después, en 1975, será objeto de otro homenaje cuando se inaugure en la parroquia de Orol un nuevo colegio que llevará su nombre, una muestra más del sentimiento de gratitud de los vecinos por la gran contribución al desenvolvimiento del ayuntamiento.